# Taliesin West

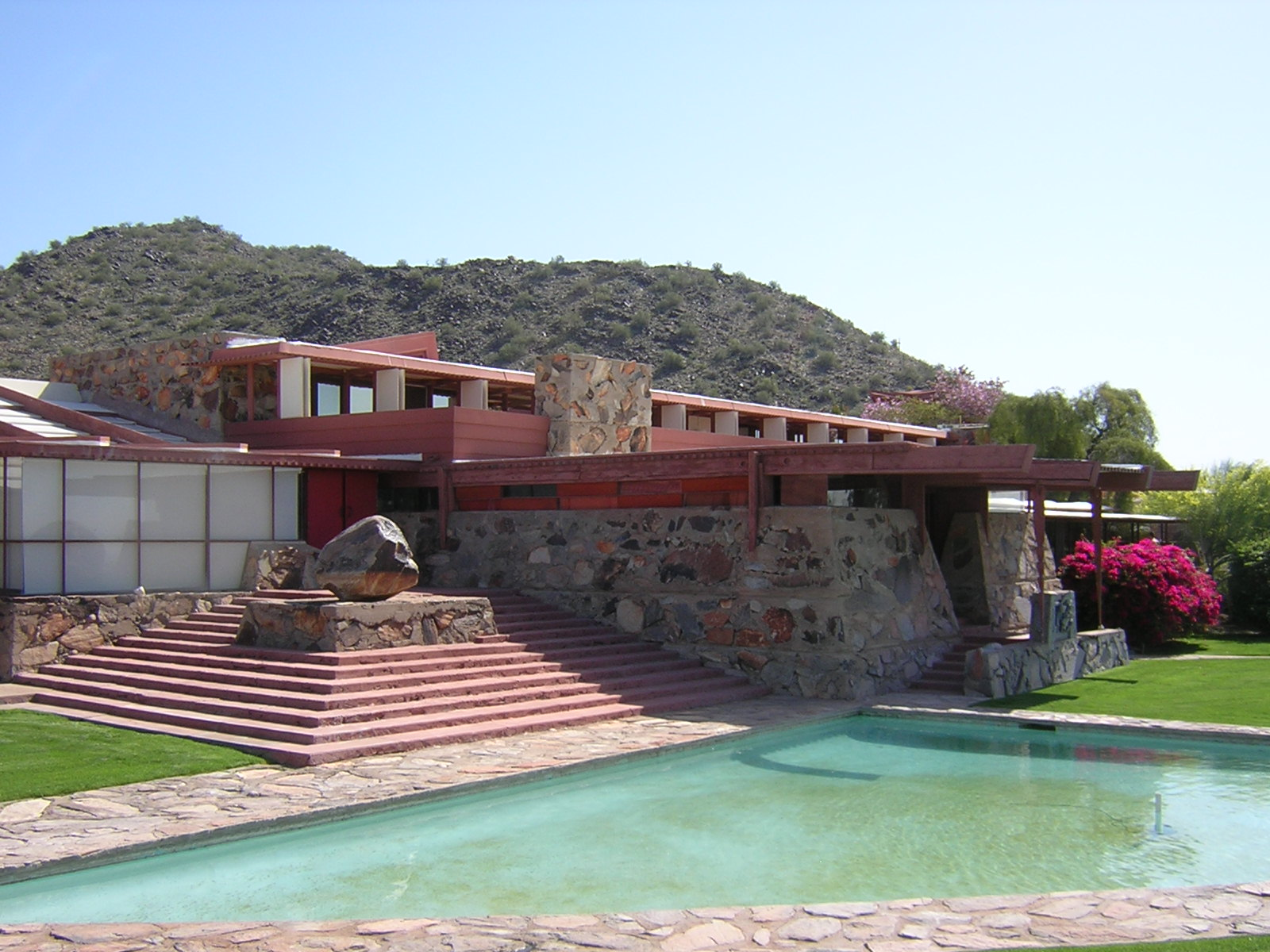
Blick auf das Taliesin West (Arizona)

Das Taliesin West ist ein Wohn- und Atelierhaus des amerikanischen Architekten Frank Lloyd Wright, der es auch selbst entworfen hatte. Es wurde 1937 fertiggestellt und befindet sich in Scottsdale im US-Bundesstaat Arizona.
Das Haus diente Wright als Winterquartier. Es ist Gegenstück zu dem in Spring Green, Wisconsin gelegenen Sommerhaus Taliesin.
Das Taliesin West wurde 1973 mit dem Twenty-five Year Award des American Institute of Architects ausgezeichnet. Seit 1974 ist es im National Register of Historic Places geführt. Am 20. Mai 1982 wurde es als National Historic Landmark anerkannt.

## Galerie

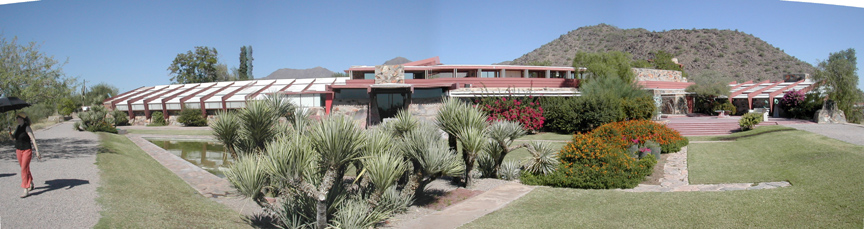
Blick auf das Taliesin West (Arizona)
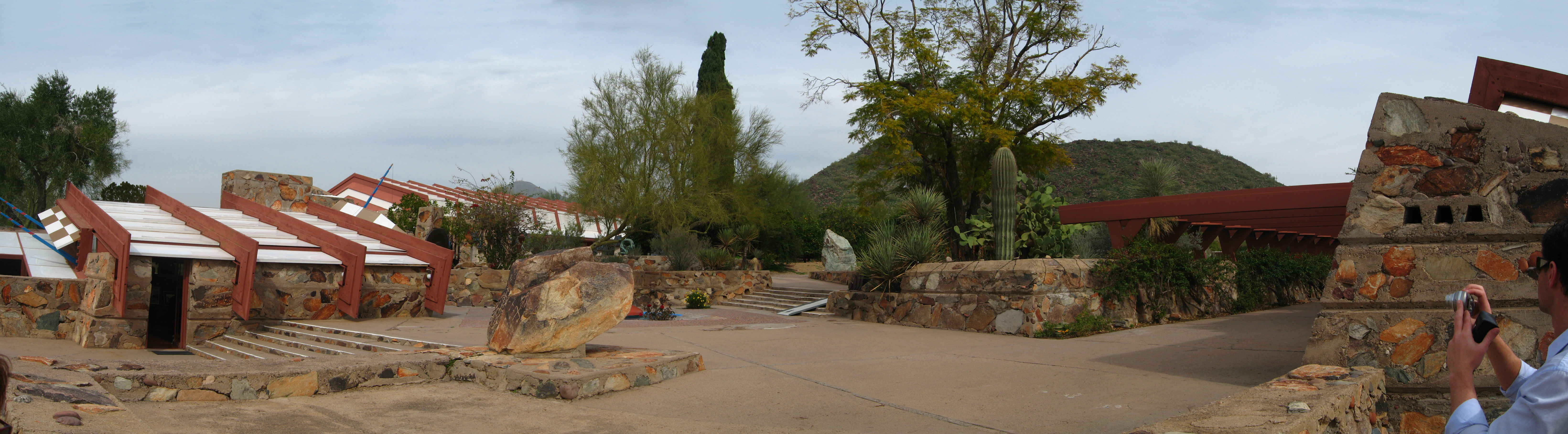
Office (links), Main Studio (rechts)
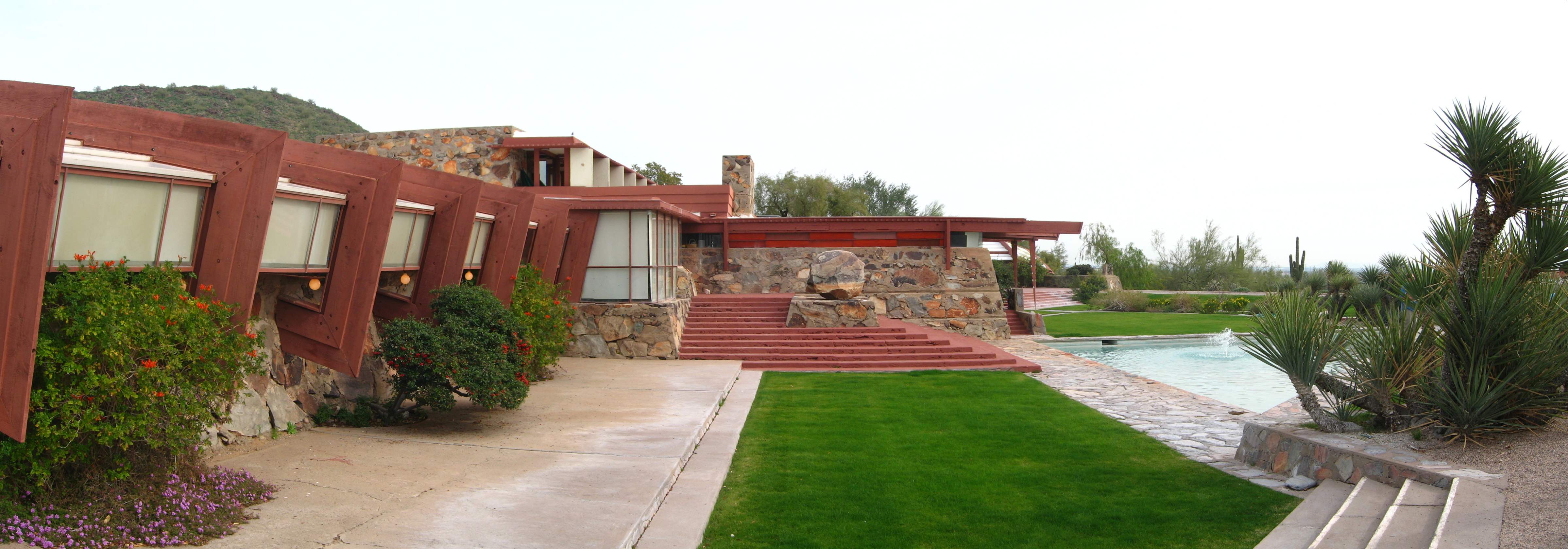
Taliesin West, Hauptatelier und abgesenkter Garten
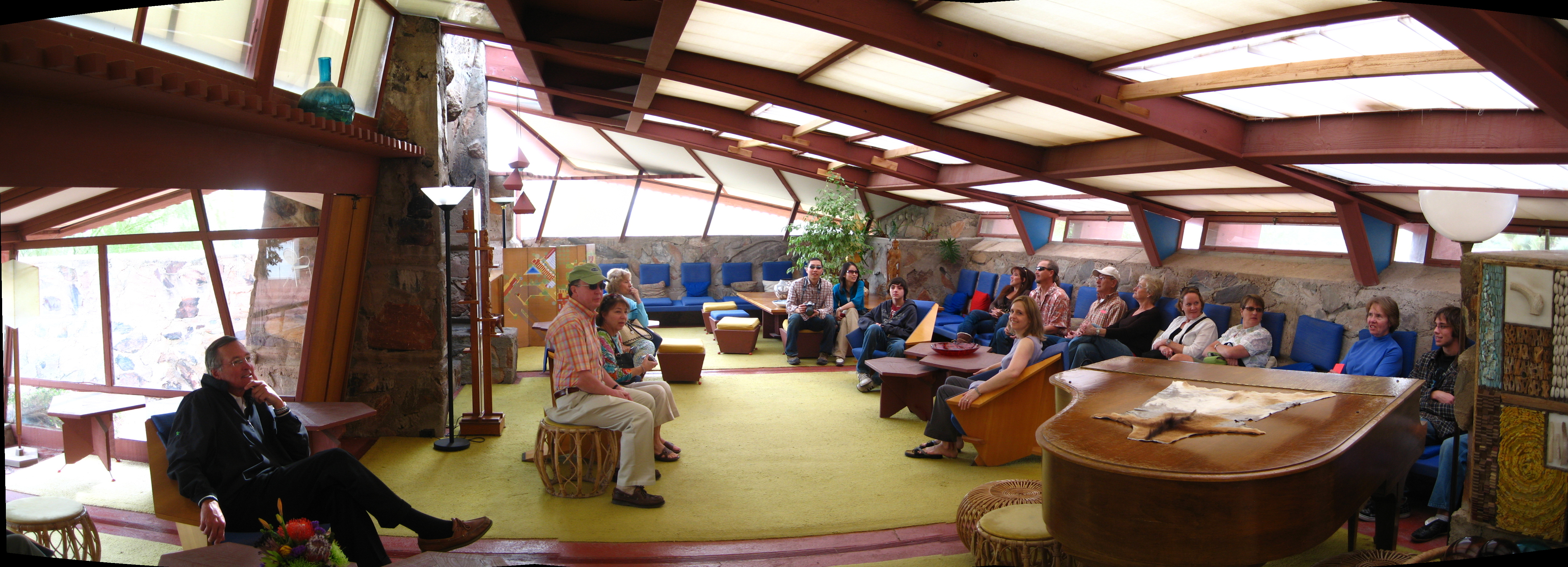
Taliesin West, der Gartenraum